# Ото на Мору
Ото на Мору (фр. Hautot-sur-Mer) насеље је и општина у северној Француској у региону Горња Нормандија, у департману Приморска Сена која припада префектури Дјеп.
По подацима из 2011. године у општини је живело 1977 становника, а густина насељености је износила 208,99 становника/km². Општина се простире на површини од 9,46 km². Налази се на средњој надморској висини од 90 метара (максималној 103 m, а минималној 0 m).

## Демографија
| 1962. | 1968. | 1975. | 1982. | 1990. | 1999. | 2011. |
| ----- | ----- | ----- | ----- | ----- | ----- | ----- |
| 1.639 | 1.657 | 1.912 | 1.982 | 2.111 | 2.120 | 1.977 |

График промене броја становника у току последњих година